# Okoniny Nadjeziorne
Okoniny Nadjeziorne (niem. Deutsch Okonin, do 2008 r. Okoniny Nadjezierne, do 1951 r. Niemieckie Okoniny) – wieś w Polsce, w województwie kujawsko-pomorskim, w powiecie tucholskim, w gminie Śliwice. Miejscowość leży na obszarze Borów Tucholskich, nad jeziorem Okonińskim.

## Podział i demografia
W latach 1950–1975 miejscowość administracyjnie należała do tzw. dużego województwa bydgoskiego, a w latach 1975–1998 do tzw. małego województwa bydgoskiego. Według Narodowego Spisu Powszechnego (III 2011 r.) liczyła 256 mieszkańców. Wraz z miejscowością Rosochatka (którą też zamieszkuje 256 osób), jest czwartą co do wielkości miejscowością gminy Śliwice.
Znajduje się tu kościół św. Alberta.

## Nazwa wsi
29 stycznia 1951 r. zmieniono nazwę miejscowości z Niemieckie Okoniny na Okoniny Nadjezierne. 1 stycznia 2008 r. zmieniono nazwę miejscowości z Okoniny Nadjezierne na Okoniny Nadjeziorne.